# Полночь на злаковом поле
«Полночь на злаковом поле» (англ. Midnight in the Switchgrass) — американский криминальный триллер, снятый Рэндоллом Эмметтом, его режиссёрский дебют, по сценарию Алана Хорснейла. В главных ролях: Эмиль Хирш, Меган Фокс, Брюс Уиллис (в его последней театральной роли в кино перед его выходом на пенсию в 2022 году), Лукас Хаас, Систин Сталлоне, Колсон Бэйкер и Майкл Бич. В США фильм вышел 23 июля 2021 года. В России фильм вышел 5 августа 2021 года.

## Сюжет
Сценарий фильма основан на реальной истории самого опасного серийного убийцы Техаса. Агент ФБР Карл Хелтер и его напарница Ребекка Ломбарди пытаются накрыть сеть торговцев людьми, когда они понимают, что их дело пересекается с многолетним расследованием серийных убийств. Они объединяются с агентом правоохранительных органов Департамента Флориды Байроном Кроуфордом, который уже много лет занимается этим делом. Но вскоре Ребекка сама оказывается в лапах у маньяка, и теперь у её напарников есть всего несколько часов, чтобы собрать воедино последние улики и положить конец печально известному «Убийце на стоянке грузовиков».

## В ролях
- Эмиль Хирш — Байрон Кроуфорд
- Брюс Уиллис — Карл Хелтер
- Меган Фокс — Ребекка Ломбарди
- Лукас Хаас — Питер
- Систин Сталлоне — Хизер
- Колсон Бэйкер — Кэлвин
- Майкл Бич — детектив Ярбро
- Кейтлин Кармайкл — Трейси Ли
- Свен Теммел — Гэри, местный полицейский
- Алек Монополи — подозреваемый
- Уэлкер Уайт — миссис Келлог
- Джеки Круз — Сюзанна

## Производство
22 января 2020 года было объявлено, что продюсер фильма Рэндолл Эмметт выступит в качестве режиссёра, а главную роль исполнит Эмиль Хирш. Меган Фокс и Брюс Уиллис вошли в актёрский состав 16 февраля, съёмки начались 9 марта в Пуэрто-Рико. 12 марта 2020 года Лукас Хаас, Колсон Бэйкер, Систин Сталлоне, Кейтлин Кармайкл, Майкл Бич, Уэлкер Уайт, Алек Монополи и Джеки Круз присоединились к актёрскому составу фильма. 16 марта производство фильма было приостановлено из-за пандемии COVID-19. Оно возобновилось 29 июня.

## Критика
Бен Кенигсберг в своей рецензии для The New York Times подверг «Полночь на злаковом поле» жёсткой критике, назвав атмосферу фильма «пошлой», а актёрскую игру охарактеризовал как «бесстрастное прочтение реплик». Ник Аллен, рецензент сайта RogerEbert.com, также негативно отзывался о фильме, оценив его на половину звезды из пяти.

## См.также
- Поля (фильм)
- Роберт Бен Роудс